# Partula raiatensis
Partula raiatensis foi uma espécie de gastrópodes da família Partulidae.
Foi endémica da Polinésia Francesa.